# Staunton (Illinois)
Staunton je grad u američkoj saveznoj državi Ilinois. Prema popisu stanovništva iz 2010. u njemu je živjelo 5.139 stanovnika.